# 15476 Нарендра
15476 Нарендра (15476 Narendra) — астероїд головного поясу, відкритий 18 січня 1999 року.
Тіссеранів параметр щодо Юпітера — 3,584.